# 納爾遜鎮區 (明尼蘇達州沃通旺縣)
納爾遜鎮區（英語：Nelson Township）是位於美國明尼蘇達州沃通旺縣的一個行政鎮區，於1870年設立。

## 地方資料
納爾遜鎮區的面積為92.28平方千米，皆為陸地。根據2020年美國人口普查的數據，當地共有人口237人，而人口密度為每平方千米2.57人。